# Киршнаумен
Киршнаумен (фр. Kirschnaumen) насеље је и општина у Француској у региону Лорена, у департману Мозел.
По подацима из 2008. године у општини је живело 462 становника, а густина насељености је износила 23 становника/km².

## Демографија
| 1962. | 1968. | 1975. | 1982. | 1990. | 2011. |
| ----- | ----- | ----- | ----- | ----- | ----- |
| 547   | 544   | 493   | 468   | 432   | 484   |